# Holuhraun

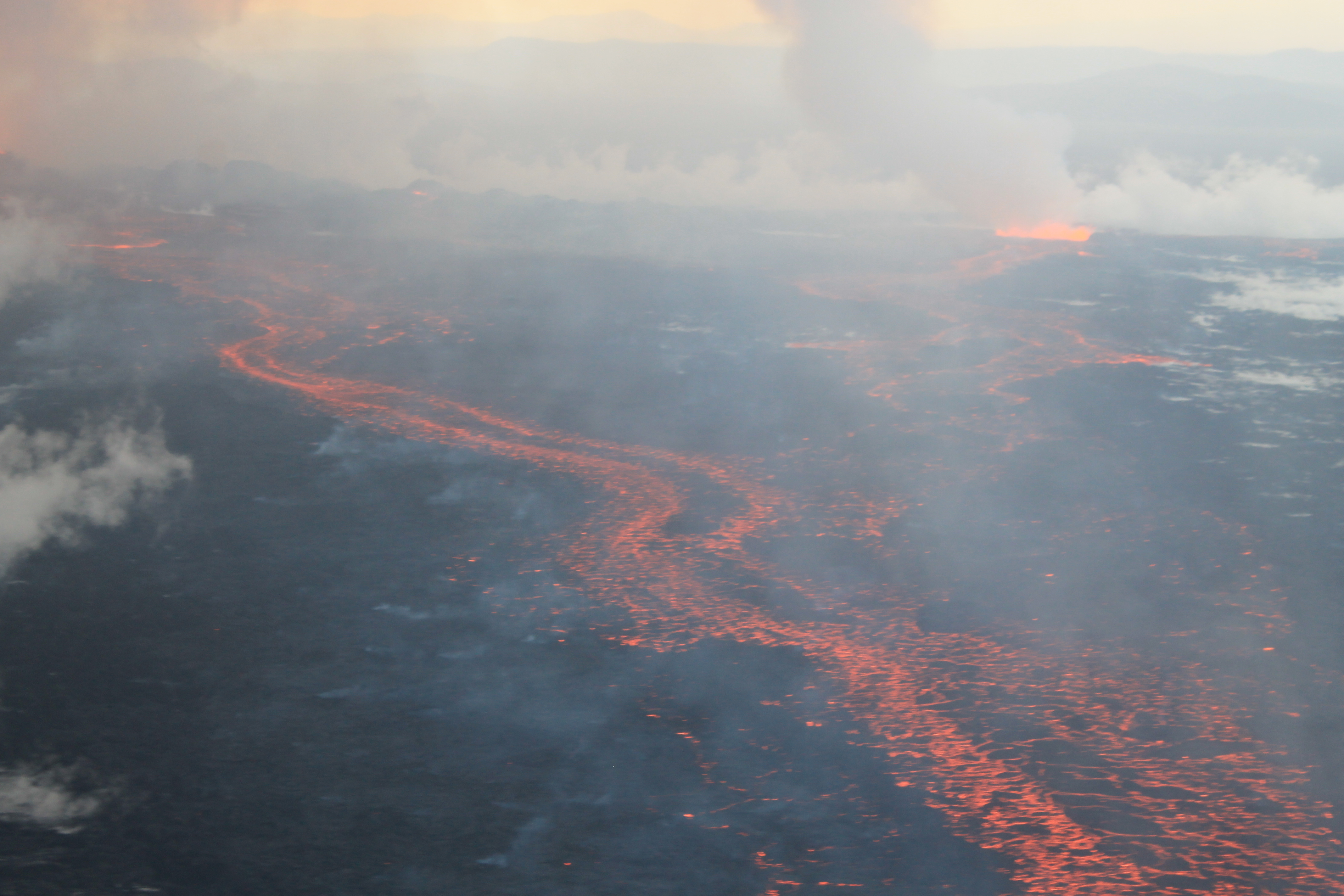
Vista de Holuhraun durante la erupción del 4 de septiembre de 2014.

Holuhraun es un campo de lava ubicado en Suður-Þingeyjarsýsla, Norðurland Eystra, Islandia. Forma parte de las Tierras Altas de Islandia y se sitúa al norte de Vatnajökull. El campo de lava fue creado por erupciones de fisura. Después de una expedición de investigación en 1880, el campo de lava se llamó inicialmente Kvislarhraun y cuatro años más tarde, recibió su nombre actual por el geólogo y geógrafo, Thorvaldur Thoroddsen.

## Geología
Situado en la extensión norte de las fisuras volcánicas que se extienden al noreste del volcán Bárðarbunga. El suelo está compuesto principalmente por lavas derivadas de este volcán, ya sea en forma de flujos o depósitos aluviales de origen volcánico. La configuración geológica, junto con la presencia de los volcanes subglaciales cercanos como Bárðarbunga y Grímsvötn, es responsable del riesgo de jökulhlaups que ya han afectado Holuhraun en repetidas ocasiones.

## Vulcanismo

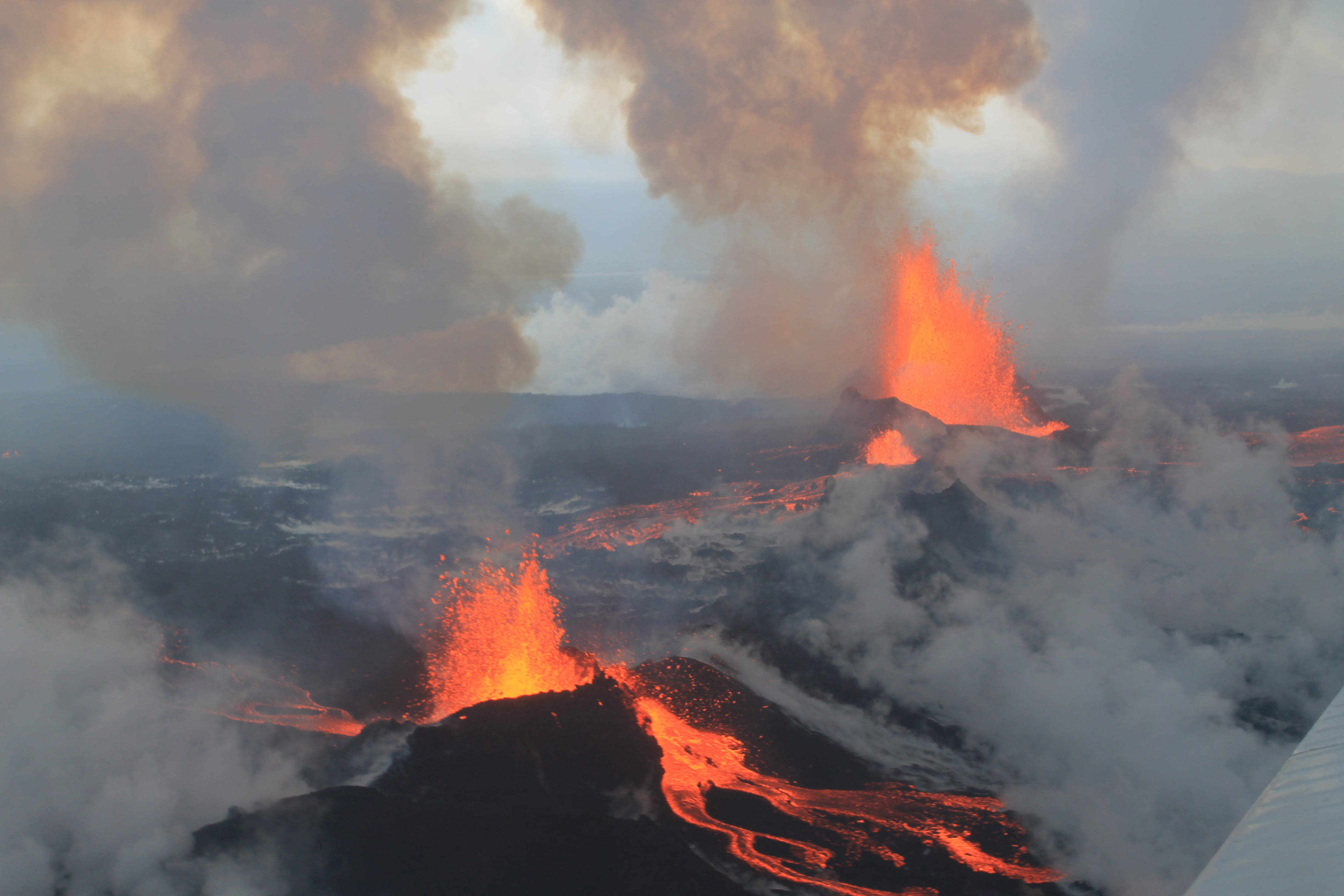
Erupción el 4 de septiembre de 2014.

Hasta 2014, la superficie del campo de lava era de un flujo de lava de una erupción acaecida en 1797. Pero, en la madrugada del 29 de agosto de 2014, comenzó en el extremo norte una erupción de fisura de una intrusión magmática proveniente del volcán Bárðarbunga, cuya actividad comenzó el 16 de agosto. La intrusión estuvo acompañada de un enjambre sísmico. La fisura inicial era de aproximadamente 600 m de longitud y se extendió hasta los 1,5 km en dos días. El flujo de lava se extendió rápidamente ocupando una superficie de 10,8 km² el 4 de septiembre y llegando hasta el río Jökulsá á Fjöllum, a 11 km, tres días después.